# Tromeđa
 Ovo je glavno značenje pojma Tromeđa. Za druga značenja pogledajte Tromeđa (razdvojba).
Tromeđa je točka u kojoj se križaju granice triju upravnih jedinica. Obično se misli na državne granice, no to mogu biti granice županija, općina, mjesnih odbora, gradskih kotara i dr.
Republika Hrvatska ima tromeđu sa Slovenijom i Mađarskom, Mađarskom i Srbijom, Srbijom i BiH te BiH i Crnom Gorom.

## Vanjske poveznice
- Jezikoslovac.com